# Roy Rosenzweig
Roy Alan Rosenzweig (* 6. August 1950 in New York; † 11. Oktober 2007 im Arlington County) war ein US-amerikanischer Historiker und gilt als einer der Pioniere der „Digital History“. Von 1994 bis zu seinem Tod leitete er das von ihm gegründete Center for History and New Media an der George Mason University.

## Leben
Rosenzweig studierte Geschichte an der New Yorker Columbia University und schloss seinen Bachelor of Arts 1971 mit der Note „magna cum laude“ ab. Daraufhin erhielt er ein Stipendium und ging nach England an die Universität Cambridge, wo er von 1971 bis 1973 am St John’s College studierte. Anschließend kehrte er in die U.S.A. zurück und wurde im Jahr 1978 an der Harvard University im Fach Geschichte promoviert. Von 1978 lehrte er als Assistant Professor of History and Humanities am Worcester Polytechnic Institute und ging von 1980 bis 1981 als Mellon Post-Doctoral Fellow an die Wesleyan University. Von 1981 an lehrte er an der Washingtoner George Mason University, seit 1992 als ordentlicher Professor.
Im Jahr 1994 gründete Rosenzweig an der George Mason University das Center for History and New Media (Zentrum für Geschichte und Neue Medien). Als dessen Direktor initiierte er eine Reihe von Online-Geschichtsprojekten, die hauptsächlich auf High-School- und Collegestudenten ausgerichtet sind, und Websites über US-Geschichte, die französische Revolution und die Geschichte der Wissenschaft und Technik. Sein wichtigstes Projekt war ein digitales Archiv zu den Terroranschlägen vom 11. September 2001. Die Sammlung enthält 150.000 Dateien, E-Mails, digitale Voice-Mails, Black-Berry-Kommunikation und Videoclips. In einem Aufsatz Scarcity or Abundance plädierte er für die Archivierung digitaler Daten als Quelle zukünftiger Geschichtsforschung.
Rosenzweigs Bücher, darunter eine Abhandlung über New Yorks Central Park und den Kampf der Arbeiterbewegung für kürzere Arbeitszeiten, unterstreichen sein Interesse an den „Perspektiven von gewöhnlichen Männern und Frauen“.
Im Juni 2006 veröffentlichte er im Journal of American History einen Artikel über Wikipedia mit dem Titel Can History be Open Source? Wikipedia and the Future of the Past. Dieser Text kann als bis dahin wichtigste fachwissenschaftliche Stellungnahme zu dem Projekt gelten.
Rosenzweig galt als einer der wichtigsten Befürworter von Open Access in der Geschichtswissenschaft. Er starb im Alter von 57 Jahren an Lungenkrebs.

## Ausgewählte Werke
- Eight hours for what we will: workers and leisure in an industrial city, 1870–1920, Cambridge [u. a.] 1983, ISBN 0-521-23916-8 (Nachdruck Cambridge [u. a.] 1994, ISBN 0-521-31397-X, Inhaltsverzeichnis über die Library of Congress).
- (zusammen mit Elizabeth Blackmar): The Park and the People: A History of Central Park, Ithaca, N.Y 1992, ISBN 0-8014-2516-6.
- (zusammen mit Steve Brier und Josh Brown): Who built America: from the centennial celebration of 1876 to the great war 1914, St. Monica 1993, ISBN 1-55940-295-4.
- (zusammen mit David Thelen): The presence of the past: popular uses of history in American life, New York 1998, ISBN 0-231-11148-7.
- (zusammen mit Daniel J. Cohen): Digital history: a guide to gathering, preserving, and presenting the past on the Web, Philadelphia, Pa. 2006, ISBN 0-8122-1923-6 (H-Net Review von Brad Eden, Online-Ausgabe über den Server des Center for History and New Media).

## Nachweise
1. ↑  Roy Rosenzweig: Scarcity or Abundance? Preserving the Past in a Digital Era. In: American Historical Review. Band 108, Nr. 3, Juni 2003, S. 735–762, doi:10.1086/ahr/108.3.735 (englisch, rrchnm.org [abgerufen am 10. Oktober 2023]).
2. ↑  Roy Rosenzweig: Can History Be Open Source? Wikipedia and the Future of the Past. In: Journal of American History. Band 93, Nr. 1, 1. Juni 2006, ISSN 0021-8723, S. 117–146, doi:10.2307/4486062 (rrchnm.org [abgerufen am 10. Oktober 2023]).
3. ↑  So Peter Suber: Roy Rosenzweig, 1950–2007 (Memento vom 3. April 2011 im Internet Archive).

| Personendaten    | Personendaten                                    |
| ---------------- | ------------------------------------------------ |
| NAME             | Rosenzweig, Roy                                  |
| ALTERNATIVNAMEN  | Rosenzweig, Roy Alan (vollständiger Name)        |
| KURZBESCHREIBUNG | US-amerikanischer Historiker und Hochschullehrer |
| GEBURTSDATUM     | 6. August 1950                                   |
| GEBURTSORT       | New York City                                    |
| STERBEDATUM      | 11. Oktober 2007                                 |
| STERBEORT        | Arlington County                                 |